# Ntare I
Ntare I – jeden z władców (mwami) Burundi, założyciel państwa, uznawany za pierwszego króla Burundi. Opisywany w zróżnicowanych tradycjach ustnych, często przy wykorzystaniu motywów ponadnaturalnych. Zjednoczył pod swoim panowaniem rozproszone domeny feudalne. Przypisuje mu się stworzenie zrębów burundyjskiego systemu prawnego i sądowniczego, jak również wprowadzenie do kraju sztuki kowalskiej. Utrwalony w burundyjskiej kulturze, jego imię nosi też oficjalna siedziba prezydenta kraju.

## Życiorys

### Pochodzenie
Należał do ludu Tutsi. W niektórych źródłach uznawany za postać na poły legendarną. W literaturze pojawiło się zresztą przypuszczenie, że pod postacią Ntare I burundyjska pamięć zbiorowa może przechowywać eklektyczny obraz procesów historycznych jako takich, nie zaś konkretną, wybitną jednostkę. Procesy te miałyby się w tej hipotezie rozgrywać na przestrzeni wielu dekad, daleko wykraczając poza sam tylko koniec XVII i początek XVIII wieku. Badacze burundyjscy, przyznając, że wiele przekazów mówiących o Ntare I ma charakter legendarny uznają go niemniej za postać historyczną.
Podawano w wątpliwość także przynależność Ntare do Tutsich, czyniąc go w takowych spekulacjach Hutu. Warto przy tym zauważyć, że burundyjscy królowie, ich bezpośredni doradcy, wodzowie czy książęta mogący potencjalnie dziedziczyć tron wchodzili w skład grupy określanej mianem ganwa. Zwyczajowo traktowano tę grupę odrębnie, nie uznając jej ani za Hutu, ani za Tutsi.
Istniejące tradycje ustne pozwalające naświetlić początki Burundi, a zatem również pochodzenie Ntare I, są stosunkowo zróżnicowane. Mają też znacznie mniej sformalizowany charakter w zestawieniu z tradycją ustną sąsiedniej Rwandy. Wyróżnia się dwa główne zbiory tychże tradycji, jeden związany z Nkomą, drugi zaś z Kanyaru.
Zgodnie z przekazami związanymi z tradycją Kanyaru Ntare wywodził się z Rwandy jako potomek władcy tego kraju, Gihangi. Zgodnie ze źródłami uznawanymi za część tradycji Nkoma przybył na terytorium współczesnego Burundi z południowego wschodu, z regionu Kigoma we współczesnej Tanzanii. Miał być pasterzem, według mitologizowanych fragmentów tradycji ustnej obdarzonym ponadnaturalnymi zdolnościami. Towarzyszące jego aktywności cudowne znaki miały zresztą świadczyć o jego prawie do sprawowania władzy królewskiej. Urodził się jako Rushatsi, znany jest w historiografii pod swym imieniem dynastycznym. Gdy król burundyjski wstępował na tron, przyjmował jako swe imię tronowe jedno z czterech szczególnych imion królewskich. Były to kolejno Ntare, Mwezi, Mutaga i Mwambutsa. Imię Ntare można przetłumaczyć w przybliżeniu jako skóra lwa.

### Dokonania
Tradycja ustna sytuuje jego panowanie między 1675 a 1705. Pojawiają się również inne daty jego rządów, chociażby 1680–1709, 1700-1725 czy nawet 1530–1550. Historyk Alexis Kagame, opierając się na analogiach wywiedzionych z własnej analizy źródeł rwandyjskich, umiejscawiał panowanie Ntare już w pierwszej połowie XV wieku. Część źródeł wskazuje, iż ojcem przyszłego króla był Rufuko. Nie jest to wszakże informacja pewna. Inne przekazy utrzymują, jakoby tożsamość ojca Ntare była nieznana. Wiadomo natomiast, że matką pierwszego burundyjskiego monarchy była Inanjonaki.
Uznawany najczęściej za pierwszego króla Burundi oraz założyciela państwa. Udało mu się zjednoczyć pod swym panowaniem rozproszone domeny feudalne podlegające poszczególnym wodzom. Utworzył tym samym znacznych rozmiarów organizm polityczny z centrum wokół dzisiejszego miasta Muramvya. Swą władzę oparł na sieci zależnych od siebie, posiadających bydło wodzów. Przypisuje mu się stworzenie zrębów burundyjskiego systemu prawnego oraz sądowniczego (ubushingantahe), jak również zaczątków miejscowej kultury rytualnej. Miał też wprowadzić do uprawy nowe gatunki roślin oraz chronić młody kraj przed klęskami żywiołowymi. 
Toczyć miał też wojnę z sąsiednią Rwandą. Podczas tego właśnie konfliktu jego życie uratować miał Hutu nazywany w źródłach Gikohwa. Mężczyzna ten otrzymał od Ntare dziedziczny przywilej strzeżenia królewskich grobów. Z tego samego co Gikohwa klanu wywodzili się później wojownicy strzegący karyendy, świętego bębna, symbolu założonej przez Ntare burundyjskiej monarchii.
Podania i mity opisują także jego kluczową rolę w rozwoju burundyjskiej sztuki kowalskiej. Przekazać miał swym poddanym tajniki kowalstwa po części dlatego, że pragnął otrzymywać wykonywane przez nich przedmioty w darze. Przedmioty te miały stanowić symbol jego królewskiej władzy i bogactwa. Po śmierci Ntare zostały one zresztą włączone do tradycyjnych burundyjskich praktyk religijnych. Przekaz ten może wyjaśniać uprzywilejowaną pozycję kowala, zwłaszcza kowala pracującego z miedzią, w Burundi sprzed okresu kolonizacji europejskiej. Wykonany z miedzi młot Ntare znajdował się wśród przechowywanych na burundyjskim dworze regaliów.
Pochowany miał zostać na wzgórzu Budandari w Kabarore.

## Ntare a burundyjska lista królów
Właściwy skład osobowy burundyjskiej listy królów jest tematem szeroko dyskutowanym i do pewnego stopnia kontrowersyjnym. Jan Vansina, belgijski historyk i antropolog, zauważył, że lista takowa występuje w dwóch wariantach. Wariant krótszy liczy osiem imion, zgrupowanych w dwa cykle wspomnianych wyżej szczególnych imion królewskich. Opiera się on na przekazach chronologicznie wcześniejszych, pojawia się też często we wczesnych relacjach Europejczyków docierających do Burundi. Wariant dłuższy liczy szesnaście imion, zgrupowanych w cztery cykle tych samych szczególnych imion królewskich. Opiera się na analogiach wywiedzionych ze źródeł rwandyjskich, popartych bogatą, ezoteryczną literaturą dworską. Wpisane w argumenty zwolenników drugiego wariantu jest też przekonanie o nienaruszalności tradycyjnego cyklu imion królewskich. Wariant drugi zdobył znaczną popularność w ostatnich dekadach belgijskich rządów, stając się w zasadzie oficjalną interpretacją popieraną przez władze kolonialne.
Kwestia kompozycji listy królów burundyjskich niesie ze sobą ważne implikacje dla umiejscowienia Ntare I w czasie. Źródła rwandyjskie wspominają go pośrednio, w kontekście założenia nie tyle państwa burundyjskiego, co raczej nowej rządzącej nim dynastii. Uznają go przy tym za postać współczesną rwandyjskiemu królowi Mibambwe Mutabaziemu. Alexis Kagame, najistotniejszy zwolennik dłuższej listy królów, umieszczał panowanie Ntare wyjątkowo wcześnie w burundyjskiej historii, o czym też wspomniano powyżej.

## Upamiętnienie i obecność w kulturze
Imieniem monarchy nazwano siedzibę burundyjskiej głowy państwa, pałac prezydencki, wzniesiony prawdopodobnie dzięki wsparciu finansowemu Chińskiej Republiki Ludowej. Pierre Nkurunziza, prezydent kraju między 2005 a 2020, wykorzystywał postać Ntare I do umocnienia własnej pozycji politycznej. Twierdził przy tym, że jest jego potomkiem. Władcę uwieczniono w krótkometrażowym filmie animowanym Ntare Rushatsi: The Lion and The Sheep w reżyserii Floriana Nifashy.